# 南方基金
南方基金管理有限公司是中华人民共和国一家公募基金公司，目前中国境内资产管理规模和能力领先的基金公司之一。

## 公司简介
1998年3月6日，经中国证监会批准，南方基金管理有限公司作为中国首批规范的基金管理公司正式成立，成为中华人民共和国“新基金时代”的起始标志。
南方基金由南方证券、广西信托投资公司、厦门国际信托投资公司共同发起成立，持股比例分别为60%、20%、20%。2002年，南方证券持股30%，海通证券、兴业证券、长城证券、华泰证券、华西证券、陕西省国际信托投资股份有限公司和厦门国际信托投资公司各持股10%。2003年，华泰证券通过收购海通证券、长城证券、陕国投股份，成为南方基金第一大股东。
南方基金总部设在深圳，北京、上海、深圳、南京、成都、合肥六地设有分公司，在深圳和香港设有子公司——南方资本管理有限公司（深圳子公司）和南方东英资产管理有限公司（香港子公司）。南方东英是境内基金公司获批成立的第一家境外分支机构；南方资本下设南方股权子公司，主要从事私募股权投资业务。